# Eocapnia nivalis
Eocapnia nivalis är en bäcksländeart som först beskrevs av Uéno 1929.  Eocapnia nivalis ingår i släktet Eocapnia och familjen småbäcksländor. Inga underarter finns listade i Catalogue of Life.

## Bildgalleri

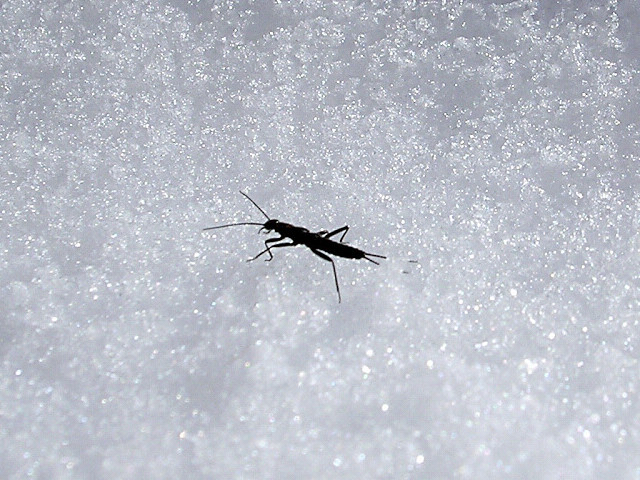